# Autostrada R 6
De Autostrada R 6 (Nederlands: Autosnelweg R 6) is een autosnelweg in Kosovo, die de Kosovaarse hoofdstad Pristina met de Noord-Macedonische hoofdstad Skopje moet gaan verbinden via de grensstad Hani i Elezit. De weg zal parallel lopen aan de hoofdweg M2 en 60 kilometer lang worden. In Macedonië zal de weg aansluiten op de A4 naar Skopje.